# Els Límits
Els Límits – miejscowość w Hiszpanii, w Katalonii, w prowincji Girona, w comarce Alt Empordà, w gminie La Jonquera.
Według danych INE z 2005 roku miejscowość zamieszkiwało 115 osób.